# شاطئ البترون
شاطيء البترون هو أحد أطول شوطيء لبنان، يضم شاطئ فدعوس كفرعبيدا وغيرها من النقاط الساحلية، وكفرعبيدا-فدعوس هي إحدى القرى اللبنانية من قرى قضاء البترون في محافظة الشمال. شاطيء البترون الكبير بمعظم شواطئ صخرية مع وجود بعض ثغور للشواطئ الرملية.
وباعتبار أن معظم نقاط شاطيء البترون من الشواطئ البحرية الصخرية (بالإنجليزية: Marine Rocky Shore)‏ تتكون الأراضي الساحلية من الرمل والحصى وكثيرا ما تكون مناطق المد والجزر مناطق صخرية، حيث تتواجد في هذه البيئة بعض أنواع من الطحالب والأعشاب البحرية التي تقوم بعملية البناء الضوئي وأكثر حيوانات هذه البيئة من اللافقاريات باستثناء بعض أنواع الأسماك و بعض أنواع الطيور التي تتغذى عليها .
تحتوي شواطئ البترون على منتجعات عمومية ومنتجعات خاصة تلك المؤدى عنها، الشواطئ العامة تبرز فيها الأكشاك والاستراحات المجانية ويدفع فيها الزائر بحسب الطلب فقط.
وقد ظهر جدل كبير سنة 2017 حول شاطئ فدعوس_ كفرعبيدا بعد أن أصدر مجلس الوزراء مرسوماً بردم الأملاك البحرية الخاصة، عارضه نشطاء وسكان المنطقة لأنه يعتبر مصدر رزق الكثيرين كما أنه لا يشكل أي ضرر على البيئة ويستطيع توفير خدمات مناسبة للزوار والسياح من اللبنانيين أو الخارج

## موقعه في السياحية الشاطئية وبين شواطيء لبنان
يصل طول الشاطئ اللبناني إلى 200 كم، ويبلغ عدد الأيام المشمسة في البلاد حوالي ال 300 يوم، مما يجعله مقصدًا بارزًا لمحبي الاستجمام والنشاطات والرياضات البحرية المتنامية في أماكن مختلفة من البلاد خصوصا في فصل الصيف والعطل. ويعتبر شاطيء البترون من شواطيء لبنان الجيدة من حيث النظافة وحماية البيئة ولا من حيث الإدارة الجيدة إذ يعتبر من الشاوطئ اللبنانية النظيفة وإدارة شاطئية مستحسنة، مما يجعله ذو سمعة جيدة ومقصدا للزوار من مختلف المنطاق اللبنانية في إطار السياحة الداخلية أو سياح من خارج الوطن اللبناني خصوصا خلال فترة الصيف للتمتع برياضة السباحة والاستجمام، ساعده في ذلك موقعه البعيد عن زحمة المدينة، حيث يبعد مسافة 53 كيلومتر عن العاصمة ولا تصله أي أخطار تلوث صناعية، مما يجعله يوفر جواً من الاسترخاء لمحبي الهدوء والتأمل ونظرا لفسحة الشاطيء البعيدة عن ضجيج وحدود المدن المليونية أو العملاقة إذ يعتبر منتجعاً بحرياً رئيسياً لكونه من أنظف شواطئ لبنان الصخرية.
وشاطيء البترون هو شاطيء قرية البترون المشهورة منذ مطلع القرن العشرين باللّيموناضة المتوفرة في المقاهي المصطفة على الطريق الأساسية بحكم بساتين الحمضيات المتوفرة فيها بكثرة. وفي العام 2009، أصبحت الإدارة المحلية اللبنانية تنظم مهرجانات البترون الدولية.